# Elodea nuttallii
Elodea nuttallii (Planch.) H.St.John è una pianta acquatica della famiglia Hydrocharitaceae.

## Distribuzione e habitat
È una pianta acquatica perenne originaria del Nord America dove cresce sommersa in laghi, fiumi e altri corpi idrici poco profondi. Si trova anche in Eurasia.
In Italia è presente come avventizia in Lombardia, Veneto e Trentino-Alto Adige dal livello del mare a 600 m circa.

## Usi
A volte viene utilizzata come pianta da acquario.